# Flagge der Bahamas
Die Flagge der Bahamas wurde am 10. Juli 1973 angenommen.

## Beschreibung und Bedeutung
Sie besteht aus drei horizontalen Streifen: oben aquamarin, in der Mitte gelb und unten wieder aquamarin. Diese Farben symbolisieren die Strände der Bahamas und das Wasser, das sie umschließt. Ein schwarzes Dreieck am Fahnenstock symbolisiert die Einheit.

## Weitere Flaggen der Bahamas

Handelsflagge
Gösch für zivile Schiffe
Seekriegsflagge
Flagge der Marinereserve

## Historische Flaggen
Bis zur Unabhängigkeit von Großbritannien 1973 wurden auf der Blue Ensign basierende Kolonialflaggen geführt.

Kolonialflagge 1869–1904
Kolonialflagge 1904–1923
Kolonialflagge 1923–1953
Kolonialflagge 1953–1964
Kolonialflagge 1964–1973